# Vine Grove (Kentucky)
Vine Grove es una ciudad ubicada en el condado de Hardin en el estado estadounidense de Kentucky. En el Censo de 2010 tenía una población de 4520 habitantes y una densidad poblacional de 370,37 personas por km².

## Geografía
Vine Grove se encuentra ubicada en las coordenadas 37°48′42″N 85°58′34″O / 37.81167, -85.97611. Según la Oficina del Censo de los Estados Unidos, Vine Grove tiene una superficie total de 12.2 km², de la cual 12.09 km² corresponden a tierra firme y (0.91%) 0.11 km² es agua.

## Demografía
Según el censo de 2010, había 4520 personas residiendo en Vine Grove. La densidad de población era de 370,37 hab./km². De los 4520 habitantes, Vine Grove estaba compuesto por el 75.95% blancos, el 14.78% eran afroamericanos, el 0.46% eran amerindios, el 3.23% eran asiáticos, el 0.33% eran isleños del Pacífico, el 1.37% eran de otras razas y el 3.87% pertenecían a dos o más razas. Del total de la población el 4.38% eran hispanos o latinos de cualquier raza.